# 丰桑塔德马尔托斯
丰桑塔德马尔托斯，是西班牙安达卢西亚自治区哈恩省的一个市镇。总面积54平方公里，总人口3270人（2001年），人口密度61人/平方公里。